# Karlskirche (Kassel)

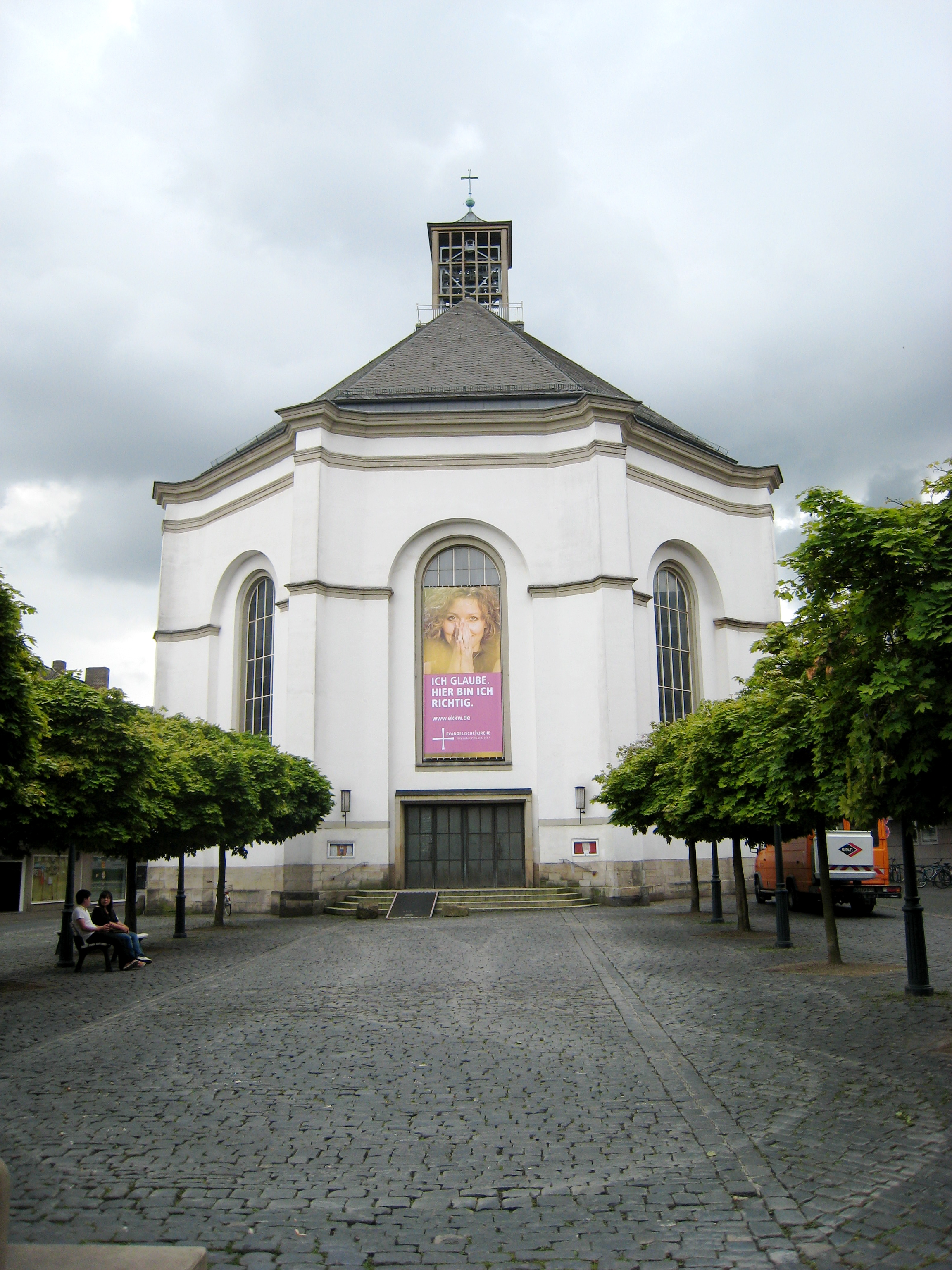
Das nach dem Zweiten Weltkrieg wiederhergestellte Kirchengebäude

Die Karlskirche in Kassel (auch Oberneustädter Kirche) ist ein protestantisches Kirchengebäude in der Kasseler Innenstadt. Die von Paul du Ry gebaute barocke Kirche wurde 1710 eingeweiht. Die Karlskirche diente der Gemeinde der Kasseler Hugenotten als Kultort. Das oktogonale Gebäude liegt an der Frankfurter Straße, dem ehemaligen Zentrum der Kasseler Oberneustadt. Nach starker Beschädigung im Zweiten Weltkrieg wurde sie in vereinfachter Form wiederaufgebaut.

## Geschichte

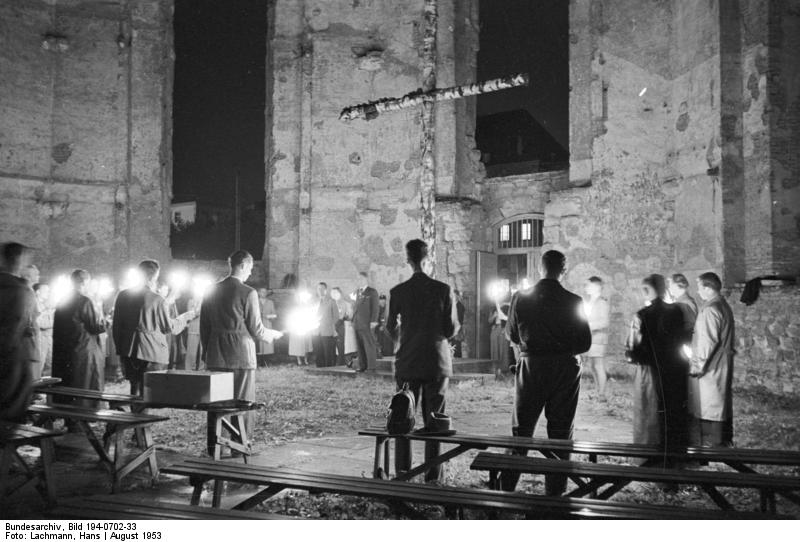
Gottesdienst des CVJM in der Kirchenruine 1953

Die durch Landgraf Karl in der neu gegründeten Oberneustadt angesiedelten Religionsflüchtlinge aus Frankreich, bemühten sich am Ende des 17. Jahrhunderts vermehrt um die Errichtung eines eigenen Gotteshauses. 1697 wurde ihrem Antrag stattgegeben und am 3. August 1698 legte Landgraf Karl an seinem 45. Geburtstag den Grundstein zum Kirchengebäude. Am 12. Februar 1710 wurde die Kirche durch den französischen Prediger eingeweiht.
1867 fand in ihrem Inneren der letzte Gottesdienst in französischer Sprache statt. 
Das Gebäude wurde im Herbst 1943 durch alliierte Bombenangriffe schwer beschädigt. Die Kuppel sowie die gesamte Inneneinrichtung gingen verloren. 1957 konnte der stark vereinfachte Baukörper wieder als Kirche genutzt werden. Die Kirchengemeinde der Karlskirche ging am 1. Januar 2008 in die neugeschaffene Gemeinde Kassel-Mitte auf.

## Architektur

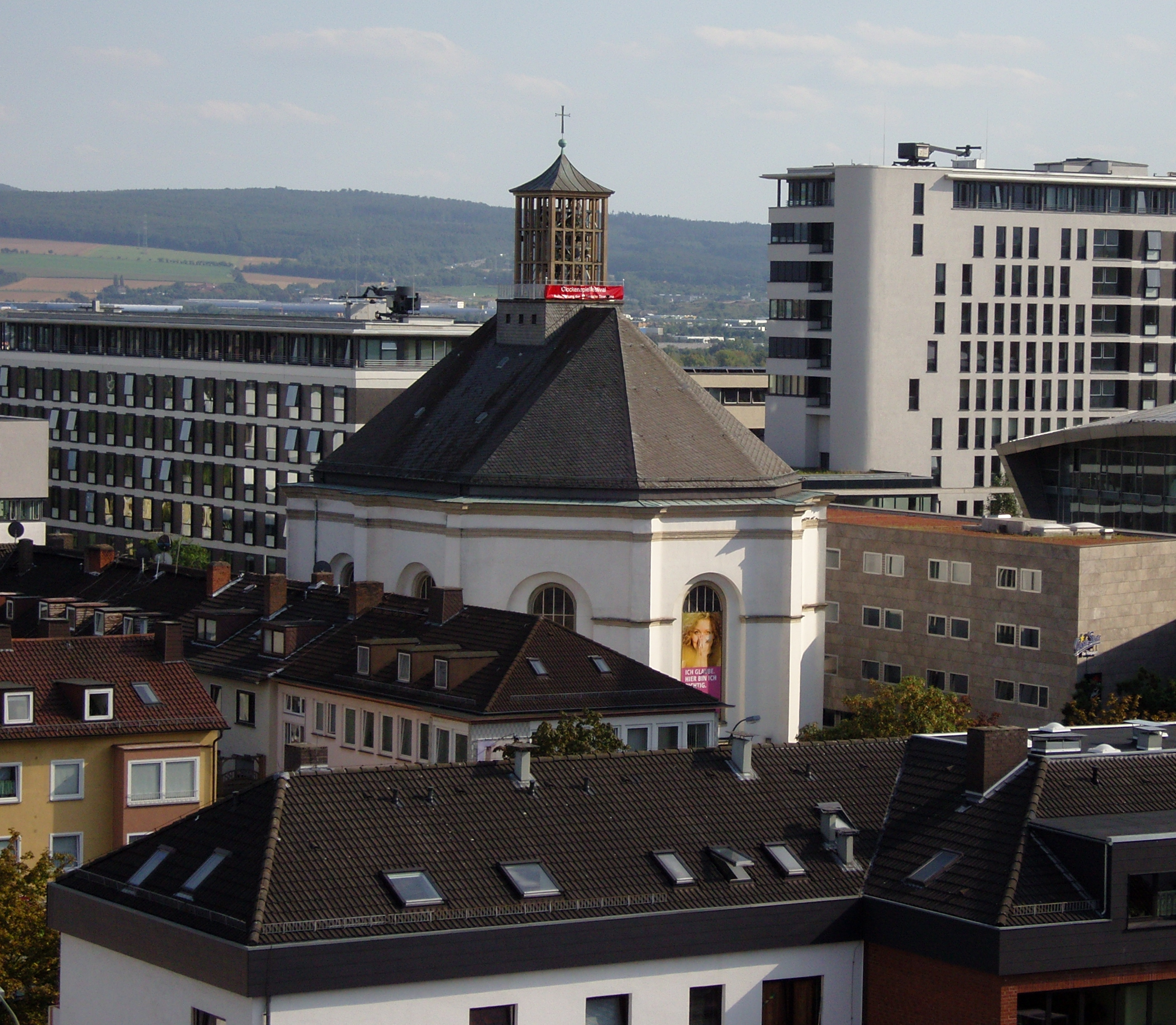
Dachreiter der Karlskirche

Die Grundfläche bildet ein langgezogenes Achteck (Oktogon), das an seinen Ecken von markanten Strebepfeilern gegliedert wird. Ursprünglich befand sich an der Hauptseite zur Frankfurter Straße ein rechteckiger Vorbau, der die Treppenhäuser barg und den Haupteingang bildete. Diese Fassade wurde nach dem Krieg nicht rekonstruiert. Auch die mächtige Kuppel wurde im Krieg zerstört und durch eine schlichte Dachkonstruktion ersetzt.
Das Innere verfügte ursprünglich über keine Emporen und wurde erst 1730 und 1874 um jeweils eine umlaufende Empore ergänzt. Auch die Emporen wurden nicht rekonstruiert.
Bei der Renovierung 2020 wurde der Marmorfußboden samt Fußbodenheizung erneuert. Die Empore wurde vergrößert, so dass nun unterhalb Toiletten und eine Küche eingerichtet werden konnten und ein Aufzug Platz gefunden hat. 

### Carillon
Am Ostersonntag 1957 wurde ein aus 35 Glocken bestehendes Carillon eingeweiht. Die Glocken wurden von Friedrich Wilhelm Schilling in Heidelberg gegossen. 1989 und 1995 wurde das Glockenspiel erweitert und hat nun einen Umfang von vier Oktaven und besitzt 47 Glocken.